# Богатырёв, Харун Умарович
Хару́н Ума́рович Богатырёв (15 сентября 1907, аул Джегута, Кубанская область, Российская империя — 10 июля 1966, г. Карачаевск, СССР) — Герой Советского Союза, заместитель командира 51-й гвардейской танковой бригады 6-го гвардейского танкового корпуса 3-й гвардейской танковой армии Воронежского фронта, гвардии полковник.

## Биография
Родился 15 сентября 1907 года в ауле Джегута (ныне Усть-Джегутинского района Карачаево-Черкесской республики) в семье крестьянина. Карачаевец. Член ВКП(б)/КПСС с 1929 года. Окончил начальную школу, работал по найму. В 1925 году окончил совпартшколу в городе Баталпашинске (ныне Черкесск), после чего два года работал заведующим избой-читальней в родном ауле. В 1927—1931 годах учился на рабфаке в городе Иваново.
В 1931 году был призван в Красную Армию. В 1932 году с отличием окончил Орловское бронетанковое училище. Лейтенант Богатырёв получил направление командиром танкового взвода в учебно-механизированный полк Академии бронетанковых войск в Москве, затем он стал в том же полку командиром танковой роты, капитаном. В 1935 году окончил Курсы усовершенствования командного состава. В 1938—1941 годах одновременно служил и учился на вечернем отделении Академии. Ежегодно принимал участие в параде войск на Красной площади.

## Великая Отечественная война
С началом Великой Отечественной войны капитан Богатырёв обратился к командованию с просьбой отправить на фронт. Но был назначен заместителем командира батальона в Казанское танковое училище. В действующую армию попал лишь в октябре 1942 года.
Капитан Богатырёв прибыл в 3-ю танковую армию и получил назначение командиром 1-го танкового батальона 97-й танковой бригады. В январе-феврале 1943 года батальон отличился в боях за город Россошь, потом — за город Харьков. В июле-августе 3-я танковая армия, ставшая гвардейской, принимала самое активное участие в Курской битве, наступая со стороны Орла. Здесь особо отличился батальон майора Богатырёва, уничтоживший большое количество противника. Командир батальона лично подбил 6 тяжелых танков. В связи с болезнью командира Богатырёв некоторое время командовал всей 97-й танковой бригадой. Под Курском был дважды ранен, но через короткое время снова возвращался в строй, долечивался на фронте.
К середине сентября 1943 года 3-я танковая армия вышла к Днепру. 51-я гвардейская танковая бригада, заместителем командира которой к тому времени был гвардии майор Богатырёв, заняла город Переяслав. Особо отличился майор Богатырёв при форсировании реки Днепр.
22 сентября во главе мотострелкового батальона бригады Богатырёв на лодках переплыл через Днепр в районе села Григоровка (Каневский район Черкасской области). Внезапной атакой бойцы выбили гитлеровцев из села и закрепились на захваченном пятачке земли. Действия группы Богатырёва позволили создать плацдарм, позднее вошедшим в историю как Букринский, и обеспечили переправу основных сил бригады. За это бой майор Богатырёв был представлен к званию Героя Советского Союза.
Пока по инстанциям ходили документы, бои продолжались. В наступление на Киев в первых числах ноября майор Богатырёв принял командование 52-й гвардейской танковой бригадой, заменив раненого комбрига. 5 ноября ночью бригада под его командованием разгромила танковую группировку противника на западной окраине Киева и вошла в город. Рано утром город был освобожден и бригада, преследуя противника, двинулась на Житомир, уничтожила большое количество вражеских танков. За участие в этих боях командующий 3-й танковой армией генерал Рыбалко вторично представил отважного танкиста к званию Героя Советского Союза, но это представление осталось только на бумаге.
Причиной была национальность. В те дни, когда Богатырёв сражался на подступах к Киеву, 3 ноября, началась депортация карачаевского народа. Его семья была вывезена в Киргизию, в поселок Кант. Первое представление, за форсирование Днепра, то ли по чьему-то недосмотру, то ли потому что оформлялось ещё в сентябре-октябре, все таки прошло все инстанции и было подписано.

Указом Президиума Верховного Совета СССР от 17 ноября 1943 года за образцовое выполнение заданий командования и проявленные мужество и героизм при форсировании Днепра гвардии майору Богатырёву Харуну Умаровичу присвоено звание Героя Советского Союза с вручением ордена Ленина и медали «Золотая Звезда» (№ 2079).
Летом 1944 года герой-танкист принимал участие в боях за Тернополь. При наступлении на Львов был тяжело ранен, но оставался в строю. Вскоре, как представитель высланного народа, все таки был отозван с фронта в распоряжение Генерального штаба. Но маршал Федоренко, командующий бронетанковыми войсками, разрешил Богатырёву продолжить службу в армии после лечения. В апреле 1945 года он прибыл в свою армию к генералу Рыбалко. Заместитель командира 52-й гвардейской танковой бригады гвардии подполковник Богатырёв ещё не раз отличился в боях при взятии Берлина и Праги.

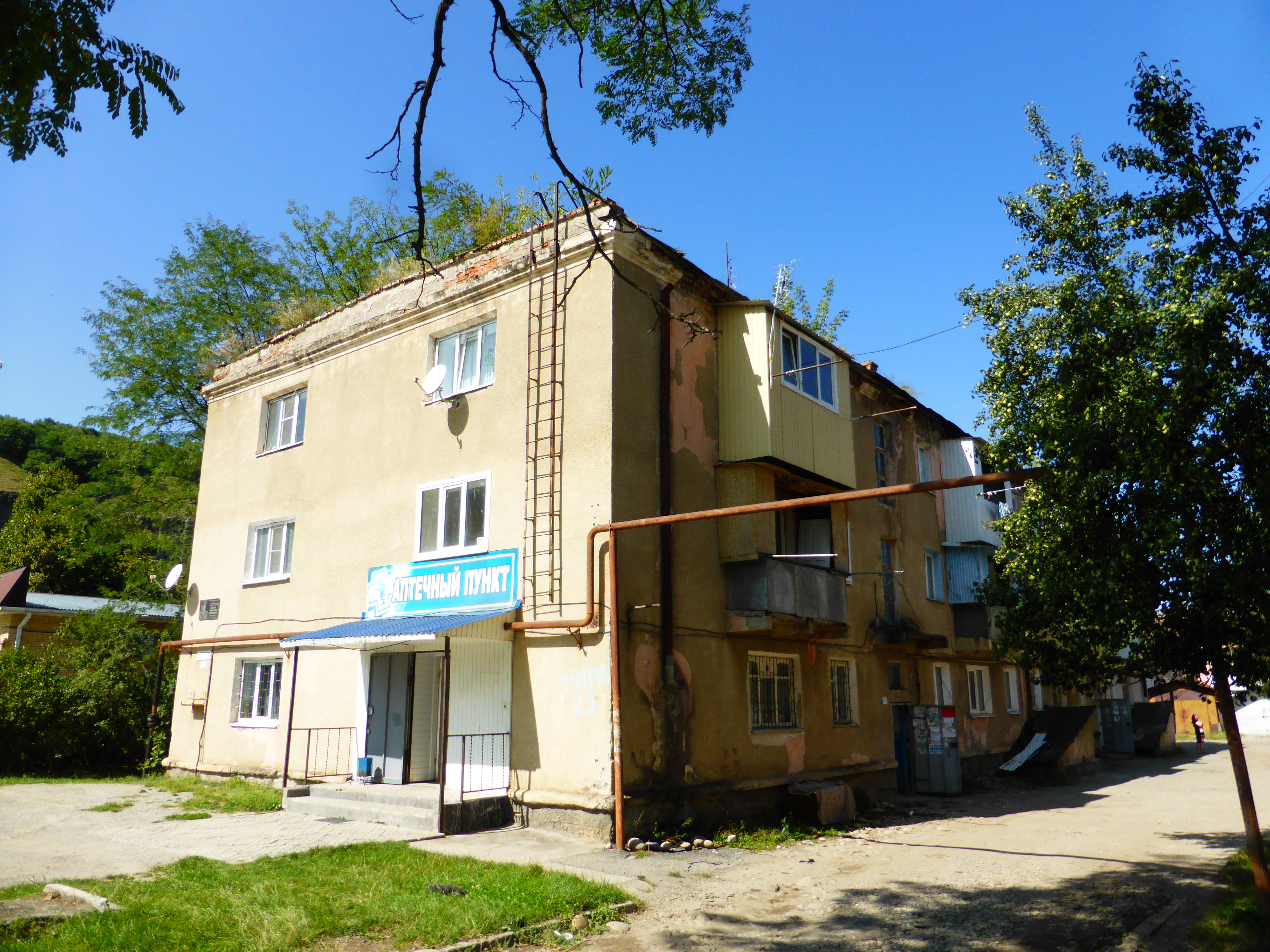
Дом, в котором жил герой Советского Союза Х. У. Богатырев

После Победы остался в армии. До конца 1946 года служил в Германии. В 1947—1951 годах был начальником курса Бронетанковой академии в Москве, где ему было присвоено звание гвардии полковника. В 1952—1954 годах — первый заместитель начальника Ташкентского танкового училища.
В 1954 году гвардии полковник Богатырёв вышел в отставку из-за болезни сердца. Жил с семьей в городе Ленинграде (ныне — Санкт-Петербург), затем в Карачаевске. Перенеся несколько инфарктов, гвардии полковник Богатырёв Харун Умарович скончался 10 июля 1966 года. Похоронен в Карачаевске у Дома Советов.
Награждён орденом Ленина, тремя орденами Красного Знамени, орденами Александра Невского, Отечественной войны 2-й степени, Красной Звезды, медалями.
Был Почетным гражданином городов Пардубице (Чехия), Ленинграда (ныне — Санкт-Петербург), Карачаевска.

## Память
На родине именем первого Героя-карачаевца названы школа и улица и парк в городе Карачаевске. Также его имя носят школа в ауле Старая Джегута улицы в городе Усть-Джегута и в селе Кызыл-Октябрьский Зеленчукского района, в аулах Сары-Тюз, Кумыш, переулок в селе Первомайское Малокарачаевского района. В Усть-Джегуте и Карачаевске (в 1968 году) Герою установлены памятники. В Черкесске в Аллее героев — бюст.